# Billy Walker
William Henry Walker (Wednesbury, 29 de octubre de 1897-Radcliffe-on-Trent, 28 de noviembre de 1964), conocido como Billy fue un futbolista y entrenador inglés que jugaba como delantero. Jugó toda su carrera en el Aston Villa, siendo el mayor goleador en la historia del club con 214 goles convertidos en catorce temporadas.  Fue internacional con la Selección de Inglaterra.

## Carrera como futbolista
Billy Walker nació en Wednesbury, Staffordshire. Su padre, George Walker, había jugado al fútbol profesional para los Wolves y el Crystal Palace. Durante su adolescencia jugó para varios clubes de fútbol en el nivel juvenil, comenzando en Hednesford Town en 1912. Luego jugó para Fallings Heath, Darlaston, Wednesbury Old Park y Wednesbury Old Athletic. En 1915, fue fichado por el Aston Villa con un contrato a tiempo parcial, firmando contratos profesionales después de la Primera Guerra Mundial en mayo de 1919.
Walker hizo su debut con el Villa en enero de 1920 en la FA Cup, anotando dos goles en la victoria del 2-1 en la primera ronda contra el Queens Park Rangers, un equipo no perteneciente a la liga. Jugó en cinco partidos más de la FA Cup, marcando otros tres goles y ayudando al Villa a alcanzar la final contra el Huddersfield Town de segunda división, que ganó el Villa por 1-0, y Walker se convirtió en campeón de la FA Cup en su temporada de debut. Walker también anotó 8 goles de liga en 15 partidos en la parte final de la temporada 1919-20, incluido un hat-trick contra el Newcastle United, ya que el Villa terminó la primera temporada después de la Primera Guerra Mundial en el noveno lugar.
En la jornada inaugural de la temporada 1920-21 marcó cuatro goles en la victoria del Villa 5-0 ante el Arsenal. En noviembre de 1921, Walker se convirtió en el primer jugador en marcar un triplete de penaltis en un partido de primera división. Es temporada marcaría 26 goles, que sería su mejor marca en la liga y también 4 en la FA Cup. También marcó más de 20 goles en la liga en cada una de las dos temporadas siguientes.
En la temporada 1923-24, el Villa volvió a alcanzar la final de la FA Cup, con Walker anotando tres goles en seis partidos, pero esta vez fue una decepción, ya que perdieron 2-0 ante el Newcastle United en Wembley. Walker anotó 21 goles en la temporada 1925-26, la cuarta y última vez que marcaría más de veinte goles en la liga. Se convirtió en el capitán del Villa en 1926, liderando al equipo durante cinco años antes de entregárselo a Alec Talbot en 1931.
En la temporada 1930-31, Walker estuvo cerca de liderar al Villa para convertirse en campeón de Inglaterra, pero terminaron segundos tras el Arsenal. En la temporada 1932-33 volvieron a terminar segundos, la cual sería la última de Walker, el cual decidió retirarse en septiembre de 1933.

## Carrera como entrenador

### Sheffield Wednesday
En diciembre de 1934 se convirtió en entrenador del Sheffield Wednesday y logró evitar el descenso. En 1935, condujo al equipo a gansr la FA Cup, pero el Wednesday descendió dos años después y Walker dimitió en noviembre de 1937.

### Chelmsford City
El 24 de enero de 1938, Walker fue nombrado entrenador del recién formado club Chelmsford City pero dejaría el club en octubre de ese año.

### Nottingham Forest
Walker dirigió al Nottingham Forest de 1939 a 1960, consiguiendo el ascenso a la Primera División en 1956-57 y ganar la FA Cup dos años más tarde, venciendo a su ex equipo, el Aston Villa, en las semifinales y convirtiéndose en el único entrenador en ganar el trofeo tanto antes como después de la Segunda Guerra Mundial.

## Selección nacional
Walker fue internacional con Inglaterra en 18 ocasiones y marcó nueve goles. Marcó en su debut cuando Inglaterra venció a Irlanda por 2-0 en Roker Park, Sunderland en octubre de 1920. Su último partido internacional llegó casi seis años depues, en un amistoso en diciembre de 1932, contra Austria, que Inglaterra ganó 4-3. 

## Clubes

### Como jugador
| Club              | País       | Año         | Partidos | Goles |
| ----------------- | ---------- | ----------- | -------- | ----- |
| Aston Villa F. C. | Inglaterra | 1939 - 1960 | 478      | 214   |

### Como entrenador
| Club                     | País       | Año         |
| ------------------------ | ---------- | ----------- |
| Sheffield Wednesday      | Inglaterra | 1934 - 1937 |
| Chelmsford City          | Inglaterra | 1938        |
| Nottingham Forrest F. C. | Inglaterra | 1939 - 1960 |

## Palmarés

### Como jugador
Títulos nacionales
| Título | Club              | País       | Año     |
| ------ | ----------------- | ---------- | ------- |
| FA Cup | Aston Villa F. C. | Inglaterra | 1919-20 |

### Como entrenador
Títulos nacionales
| Título | Club                     | País       | Año     |
| ------ | ------------------------ | ---------- | ------- |
| FA Cup | Sheffield Wednesday      | Inglaterra | 1934-35 |
| FA Cup | Nottingham Forrest F. C. | Inglaterra | 1958-59 |

## Fallecimiento
Walker murió el 28 de noviembre de 1964 en el Hospital Saxondale, Radcliffe-on-Trent, cerca de Nottingham, después de una larga enfermedad.